# Шкідливий вплив мобільних телефонів

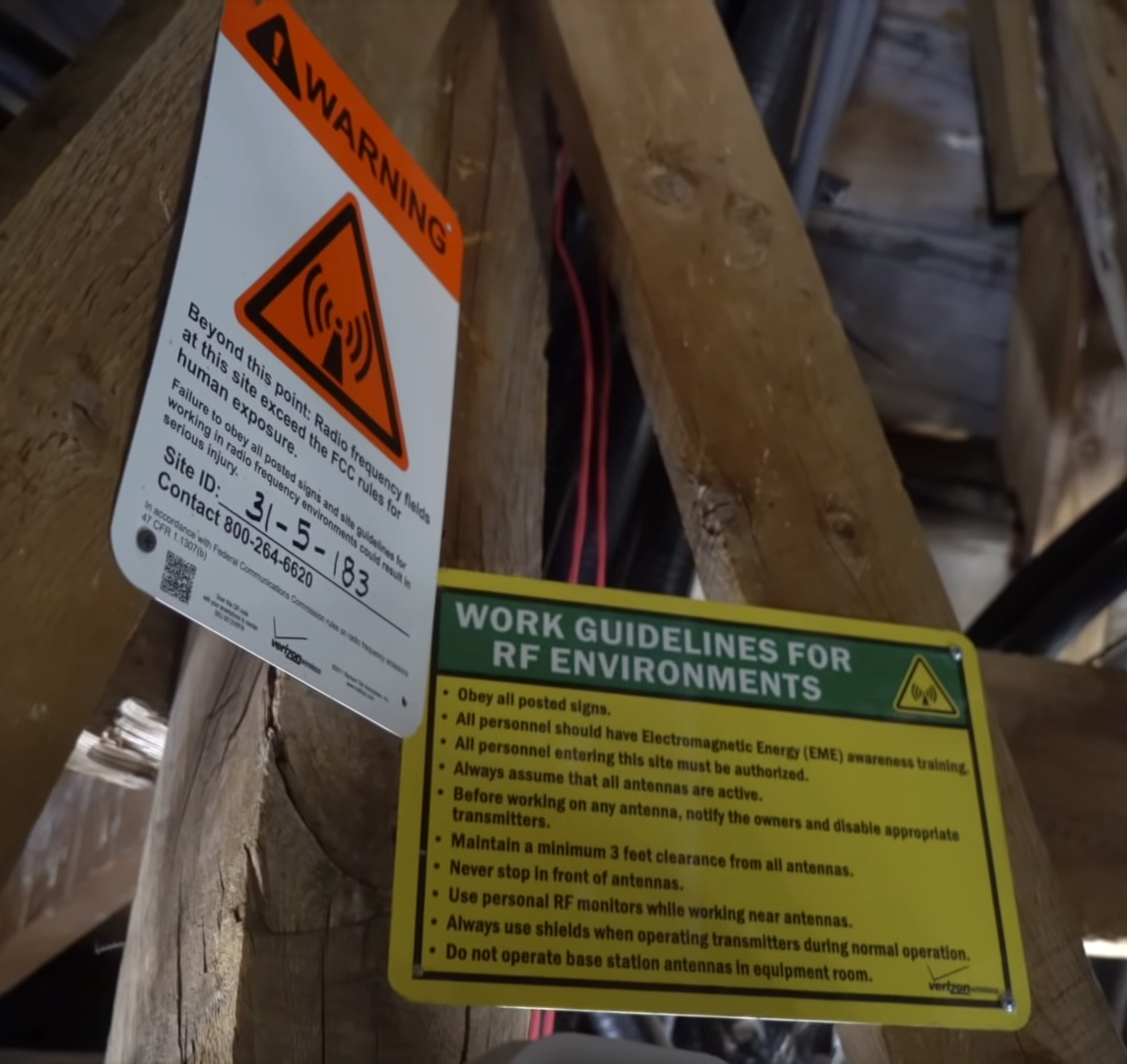
Попереджувальний знак вежі стільникового зв'язку США та правила роботи

Мобільні телефони випромінюють у простір радіохвилі, які гіпотетично в надмірній кількості можуть завдавати шкоду живим організмам (електромагнітне забруднення).
Всі проведені дослідження свідчать або про відсутність зв'язку використання телефонів та впливу їх випромінювання з розвитком онкологічних захворювань, або ж про недостатність даних для формування висновку.